# Aylva State (Schraard)
Aylva State van Schraard is een voormalige state aan de weg van Schraard naar Wons waar eeuwenlang leden van het Nederlandse geslacht Van Aylva hebben gewoond.
In 1500 woont hier Sjoerd Epes Aylva (1476-1509), die veldheer van het Friese leger was. In dat jaar belegerde hij de hertog van Saksen binnen Franeker. Hij verdronk te Schraard in het jaar 1508 bij een zware watervloed, welke destijds deze streken teisterde.
Twee leden liggen begraven in de kerk van Schraard in een grafkelder.